# Cypripedium lichiangense
Cypripedium lichiangense là một loài thực vật có hoa trong họ Lan. Loài này được S.C.Chen & P.J.Cribb mô tả khoa học đầu tiên năm 1994.